# 青海碘泡虫
青海碘泡虫（学名：Myxobolus chinghaiensis）为碘泡科碘泡虫属的动物。在中国，分布于青海等，营寄生生活，寄生在青海湖裸鲤的鳃。